# Worcester (Massachusetts)
Worcester (/ˈwʊstər/, pronunciata localmente come /ˈwᵻstə/) è un comune (city) degli Stati Uniti d'America e capoluogo della contea di Worcester nello Stato del Massachusetts. Deve il suo nome alla città di Worcester (Inghilterra, Regno Unito). La popolazione era di 185,877 persone al censimento del 2018, il che la rende la seconda città più popolosa della Nuova Inghilterra, dopo Boston. Worcester si trova circa 40 miglia (64 km) ad ovest di Boston, 50 miglia (80 km) ad est di Springfield e 40 miglia (64 km) a nord di Providence, Rhode Island. Grazie alla sua posizione nel Central Massachusetts, Worcester è nota come il "Cuore del Commonwealth", a dimostrazione di questo, un cuore è il simbolo ufficiale della città. Tuttavia, il simbolo del cuore può anche avere la sua provenienza dalla tradizionale produzione di massa dei bigliettini di San Valentino che si dice siano stati inventati in città.

## Geografia fisica
Secondo lo United States Census Bureau, ha un'area totale di 38,6 miglia quadrate (99,9 km²). Nel territorio della cittadina si trovano le sorgenti del fiume Blackstone.

## Monumenti e luoghi d'interesse
- Torre Bancroft

## Società

### Evoluzione demografica
Secondo il censimento del 2010, c'erano 181,045 persone.
Nel 2018 la popolazione risultava di 185 877 abitanti.

### Etnie e minoranze straniere
Secondo il censimento del 2010, la composizione etnica della città era formata dal 69,4% di bianchi, l'11,6% di afroamericani, lo 0,4% di nativi americani, il 6,1% di asiatici, lo 0,1% di oceaniani, l'8,4% di altre razze, e il 4,0% di due o più etnie. Ispanici o latinos di qualunque razza erano il 20,9% della popolazione.

## Amministrazione

### Gemellaggi
- Worcester, dal 1998
- Afula
- Il Pireo, dal 2005
- Puškin, dal 1987